# Pellionia subpeltata
Pellionia subpeltata är en nässelväxtart som beskrevs av François Gagnepain. Pellionia subpeltata ingår i släktet Pellionia och familjen nässelväxter. Inga underarter finns listade i Catalogue of Life.